# Scleropactes talamancensis
Scleropactes talamancensis är en kräftdjursart som beskrevs av Klaus Ulrich Leistikow1997. Scleropactes talamancensis ingår i släktet Scleropactes och familjen Scleropactidae. Inga underarter finns listade i Catalogue of Life.